# Canterbury (Connecticut)
Canterbury és una població dels Estats Units a l'estat de Connecticut. Segons el cens del 2005 tenia 5.060 habitants.

## Demografia
Segons el cens del 2000, Canterbury tenia 4.692 habitants, 1.717 habitatges, i 1.339 famílies. La densitat de població era de 45,4 habitants per km².
Dels 1.717 habitatges en un 37,2% hi vivien nens de menys de 18 anys, en un 65,5% hi vivien parelles casades, en un 8,1% dones solteres, i en un 22% no eren unitats familiars. En el 16,7% dels habitatges hi vivien persones soles el 6,6% de les quals corresponia a persones de 65 anys o més que vivien soles. El nombre mitjà de persones vivint en cada habitatge era de 2,73 i el nombre mitjà de persones que vivien en cada família era de 3,06.
Per edats la població es repartia de la següent manera: un 25,7% tenia menys de 18 anys, un 7,3% entre 18 i 24, un 31,4% entre 25 i 44, un 26,3% de 45 a 60 i un 9,3% 65 anys o més.
L'edat mediana era de 38 anys. Per cada 100 dones de 18 o més anys hi havia 97,9 homes.
La renda mediana per habitatge era de 55.547 $ i la renda mediana per família de 65.095 $. Els homes tenien una renda mediana de 41.521 $ mentre que les dones 28.672 $. La renda per capita de la població era de 22.317 $. Aproximadament el 3,5% de les famílies i el 4,5% de la població estaven per davall del llindar de pobresa.